# Emil Hausknecht
Emil Paul Karl Heinrich Hausknecht (* 23. Mai 1853 auf Gut Treskow bei Neuruppin, Mark Brandenburg; † 19. Dezember 1927 in London) war ein deutscher Gymnasiallehrer und Philologe. Als „Kontraktausländer“ (japanisch お雇い外国人 O-yatoi gaikokujin) war er von 1887 bis 1890 Professor an der Kaiserlichen Universität Tokio. Ab 1907 war er Professor für Englische Literatur an der Universität Lausanne.

## Leben
Emil Hausknecht wurde 1853 auf Gut Treskow, einem Kämmereigut der Stadt Neuruppin, als Sohn des Gärtners Carl Hausknecht und Mathilda geb. Weißholz geboren. Er besuchte das Friedrich-Wilhelms-Gymnasium in Neuruppin und studierte ab 1872 in Berlin und Paris Geschichte sowie Alte und Neue Sprachen. 1876 legte er in Berlin die Prüfung für das Lehramt an Höheren Schulen ab. Drei Jahre später wurde er in romanischer und englischer Philologie promoviert. Er absolvierte von 1879 bis 1880 seinen Militärdienst als Einjährig-Freiwilliger und trat in den Preußischen Schuldienst ein. Nach einem Probejahr am Berliner Leibniz-Gymnasium wurde er dort 1881 als Lehrer eingestellt. Ab 1882 lehrte er am Falk-Realgymnasium in Berlin. In den Sommerferien unternahm er Reisen nach Edinburgh, Oxford, Cambridge, London, Brüssel und Paris.
1886 nahm Hausknecht einen Ruf an die Kaiserliche Universität Tokio an. Japan befand sich seit 1867 in einer Phase der Modernisierung nach westlichem Vorbild und holte zahlreiche europäische und US-amerikanische Wissenschaftler und Techniker ins Land. Hausknecht erhielt einen Dreijahresvertrag bis Januar 1890 und unterrichtete im Hauptfach Erziehungswissenschaft, daneben aber auch Deutsche Sprache und Deutsche Literatur. Er hielt darüber hinaus zahlreiche Vorträge zu Themen der Geschichte, der Logik und der Philosophie. 1889 wurde an der Universität auf Hausknechts Anregung hin die Abteilung Erziehungswissenschaft gegründet und ihm die Leitung derselben übertragen. Das Hauptziel der Erziehungswissenschaftlichen Abteilung war die Ausbildung von Mittelschullehrern. Hausknecht selbst arbeitete die Studien- und Prüfungsordnung aus und legte die Wahlfächer fest. 1890 wurde sein Vertrag um sechs Monate verlängert, eine weitere Verlängerung um neun Monate lehnte er mit der Begründung ab, einziges Ziel seines Verbleibens in Japan wäre die Reformierung des japanischen Schulsystems, wofür aber mehr Zeit benötigt werde.
Hausknecht verließ Japan am 4. Juli 1890. Über die USA, wo er vier Monate blieb, um das dortige Schulsystem zu studieren, reiste er zurück nach Deutschland und erreichte Berlin am Jahresende. Er unterrichtete in den 1890er Jahren als Oberlehrer und Direktor an Berliner Realschulen und war 1893 Mitglied einer Delegation des Preußischen Erziehungsministeriums in die Vereinigten Staaten zur Chicagoer Weltausstellung. Er war der Erste, der eine Bestenliste von über 400 Schulen herausgab. Einem Ruf des Magistrats der Stadt Kiel folgend übernahm er Ostern 1900 die Leitung der Doppelschule Oberrealschule und Reform-Realgymnasium, der heutigen Humboldt-Schule. Im Oktober 1906 schied er aus dem Schuldienst aus. Am 1. Juli 1907 folgte er einem Ruf an die Universität Lausanne, wo er bis zu seinem Tod am 19. Dezember 1927 Professor für Englische Literatur war.

## Auszeichnungen
Am 3. September 1904 wurde Emil Hausknecht der Rote Adlerorden 4. Klasse verliehen.

## Veröffentlichungen (Auswahl)
- Über Quellen und Sprache des mittelenglischen Heldengedichts vom Sowdon of Babylone. Dissertation, Friedrich-Wilhelm-Universität zu Berlin. Buchdruckerei von G. Schade (O. Francke), Berlin 1879 (49 + 1 S.; Scan in der Google-Buchsuche).
- The Romaunce of the Sowdone of Babylone and of Ferumbras his sone who conquerede Rome. Kegan Paul, Trench, Trübner, London 1881 [Reprint 1891, 1898] (226 S.; Scan – Internet Archive).
- Floris and Blauncheflure. Mittelenglisches Gedicht aus dem 13. Jahrhundert nebst litterarischer Untersuchung und einem Abriss über die Verbreitung der Sage in der europäischen Litteratur (= Sammlung englischer Denkmäler. Band 5). Weidmannsche Buchhandlung, Berlin 1885 (283 S.; Scan – Internet Archive).
- Amerikanisches Bildungswesen. Gaertner, Berlin 1894, OCLC 45712802, urn:nbn:de:hbz:061:1-236865 (29 S.).
- The English Student. Lehrbuch zur Einführung in die englische Sprache und Landeskunde. 1894; 24., verb. Auflage. F. A. Herbig, Berlin 1925, DNB 560555814 (344 + 127 S.).
- Englisch-deutsches Gesprächsbuch (= Sammlung Göschen. Band 424). Neudruck. Göschen, Leipzig 1912, DNB 580115399, urn:nbn:de:bsz:15-0011-133892; W. de Gruyter & Co., Berlin 1919, OCLC 219294058 (136 S.).